# Antun Maurović
Antun Maurović (Zágráb, 1851. szeptember 8. – Zengg, 1908. február 7.), horvát római katolikus püspök, teológus, egyetemi tanár, a Zágrábi Egyetem rektora.

## Élete
Bécsben az Augustineumban tanult, és 1880-ban ott doktorált teológiából. 1876-ban szentelték pappá. Ezután Zágrábban hitoktató, majd a zágrábi árvaház igazgatója volt. 1891-től a zágrábi I. Ferenc József Királyi Egyetem Teológiai Karának rendes tanára, majd 1894/95-ben rektora volt. A rektori mandátum után a megszokottól eltérően nem vette át a rektorhelyettesi posztot, mert 1895-ben Zengg püspökévé nevezték ki. Az 1857-ben alapított Ožegovićianum (szegény diákok kollégiuma) és a zenggi szeminárium megújítója volt. Teológiai értekezéseit a „Katolički list” katolikus folyóiratban tette közzé.